# Cruz Alta (flygplats)
Cruz Alta är en flygplats i Brasilien.   Den ligger i kommunen Cruz Alta och delstaten Rio Grande do Sul, i den södra delen av landet, 1 500 km söder om huvudstaden Brasília. Cruz Alta ligger 448 meter över havet.
Terrängen runt Cruz Alta är platt. Närmaste större samhälle är Cruz Alta, 10,4 km väster om Cruz Alta.
Trakten runt Cruz Alta består till största delen av jordbruksmark. Runt Cruz Alta är det mycket glesbefolkat, med 2 invånare per kvadratkilometer.